# Sauchay
Sauchay ist eine  Gemeinde mit 448 Einwohnern (Stand: 1. Januar 2022) im französischen Département Seine-Maritime in der Region Normandie (vor 2016 Haute-Normandie). Sie gehört zum Arrondissement Dieppe und zum Kanton Dieppe-2 (bis 2015 Kanton Envermeu). 

## Geographie
Sauchay liegt etwa 13 Kilometer östlich von Dieppe. Umgeben wird Sauchay von den Nachbargemeinden Petit-Caux im Norden und Nordosten, Bellengreville im Osten sowie Ancourt im Süden und Westen.

## Bevölkerungsentwicklung
| Jahr                       | 1962 | 1968 | 1975 | 1982 | 1990 | 1999 | 2006 | 2017 |
| Einwohner                  | 308  | 332  | 314  | 374  | 431  | 392  | 403  | 415  |
| Quellen: Cassini und INSEE |      |      |      |      |      |      |      |      |

## Sehenswürdigkeiten
- Kirche Notre-Dame aus dem 16. Jahrhundert
- Kirche Saint-Martial in Sauchay-le-Bas aus dem 11. Jahrhundert
- Schloss mit Park

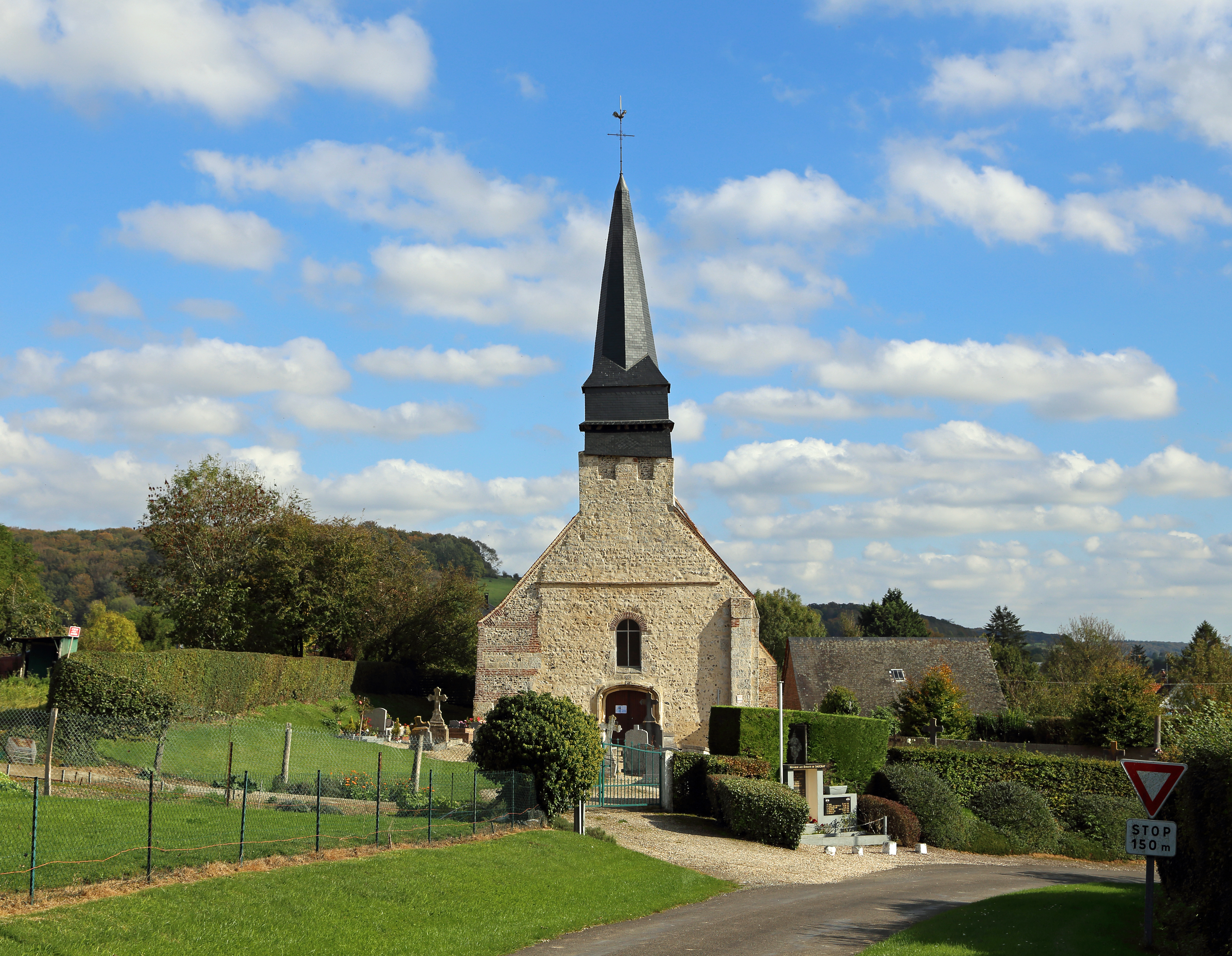
Kirche Saint-Martial
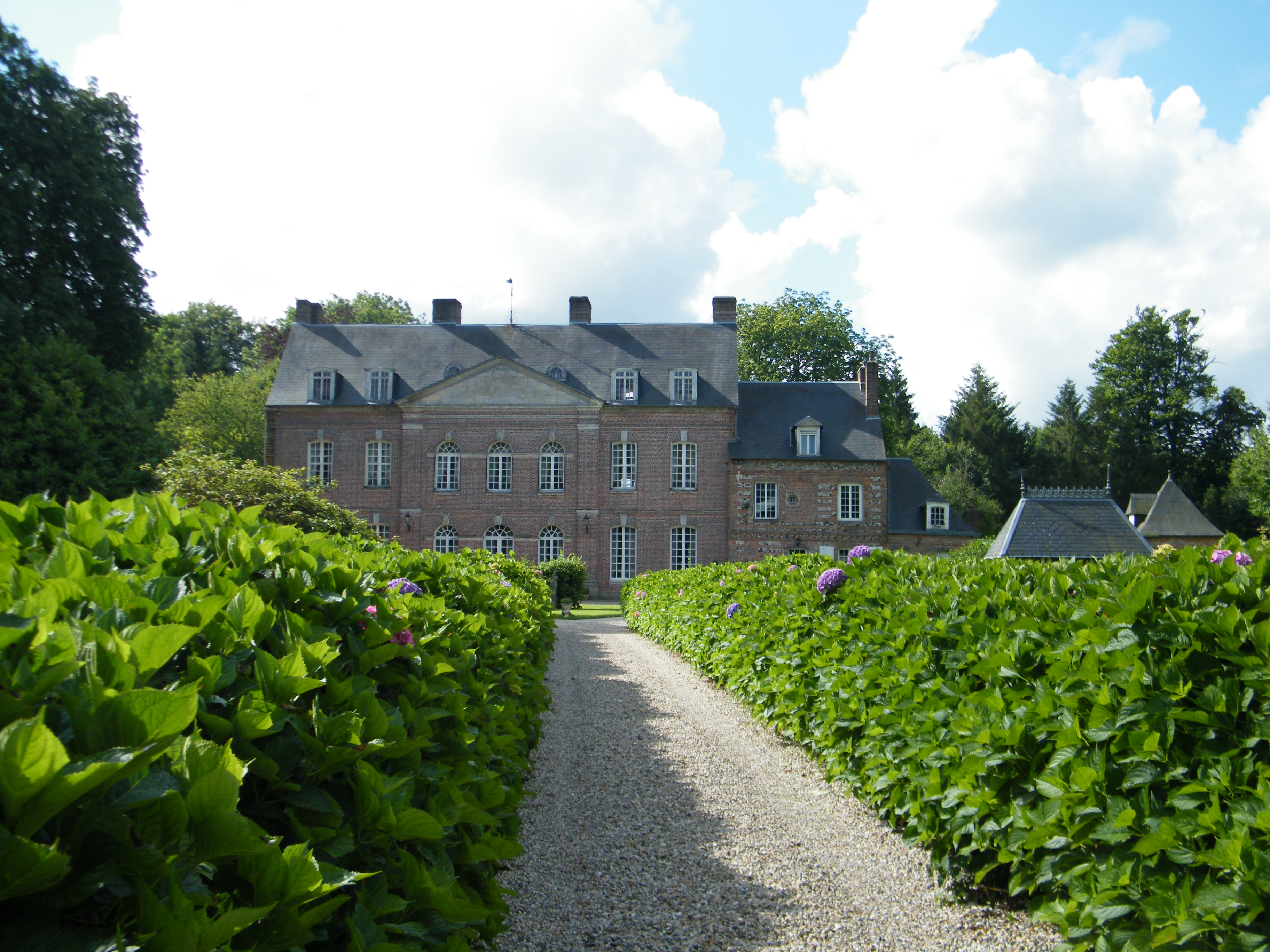
Schloss